# Uitonsaari (ö i Södra Savolax, Pieksämäki)
Uitonsaari är en ö i Finland. Den ligger i sjön Sysmä och i kommunen Jorois i den ekonomiska regionen  Pieksämäki ekonomiska region  och landskapet Södra Savolax, i den södra delen av landet, 260 km nordost om huvudstaden Helsingfors. Öns area är 30,8 hektar och dess största längd är 1 kilometer i nord-sydlig riktning.